# Parc d'État de Dinosaur Valley
Pour les articles homonymes, voir Dinosaur.
Le parc d'État de Dinosaur Valley est un parc d'État du Texas (États-Unis) situé à proximité de Glen Rose.
Il est célèbre pour ses très nombreuses traces de plusieurs espèces de dinosaures.

## Situation, description
Situé à environ 3 km au nord-ouest de la petite ville de Glen Rose, le parc est desservi par la route 205. L'autoroute la plus proche est l'autoroute 67, qui traverse Glen Rose selon une direction nord-est/sud-ouest ; cette autoroute est appelée localement le SW Big Bend Trail (« chemin du Grand Coude Sud-Ouest »).
Il est traversé par une boucle de la rivière Paluxy.
Le parc a une surface de 616,3 hectares. Il est célèbre pour ses très nombreuses traces de dinosaures.

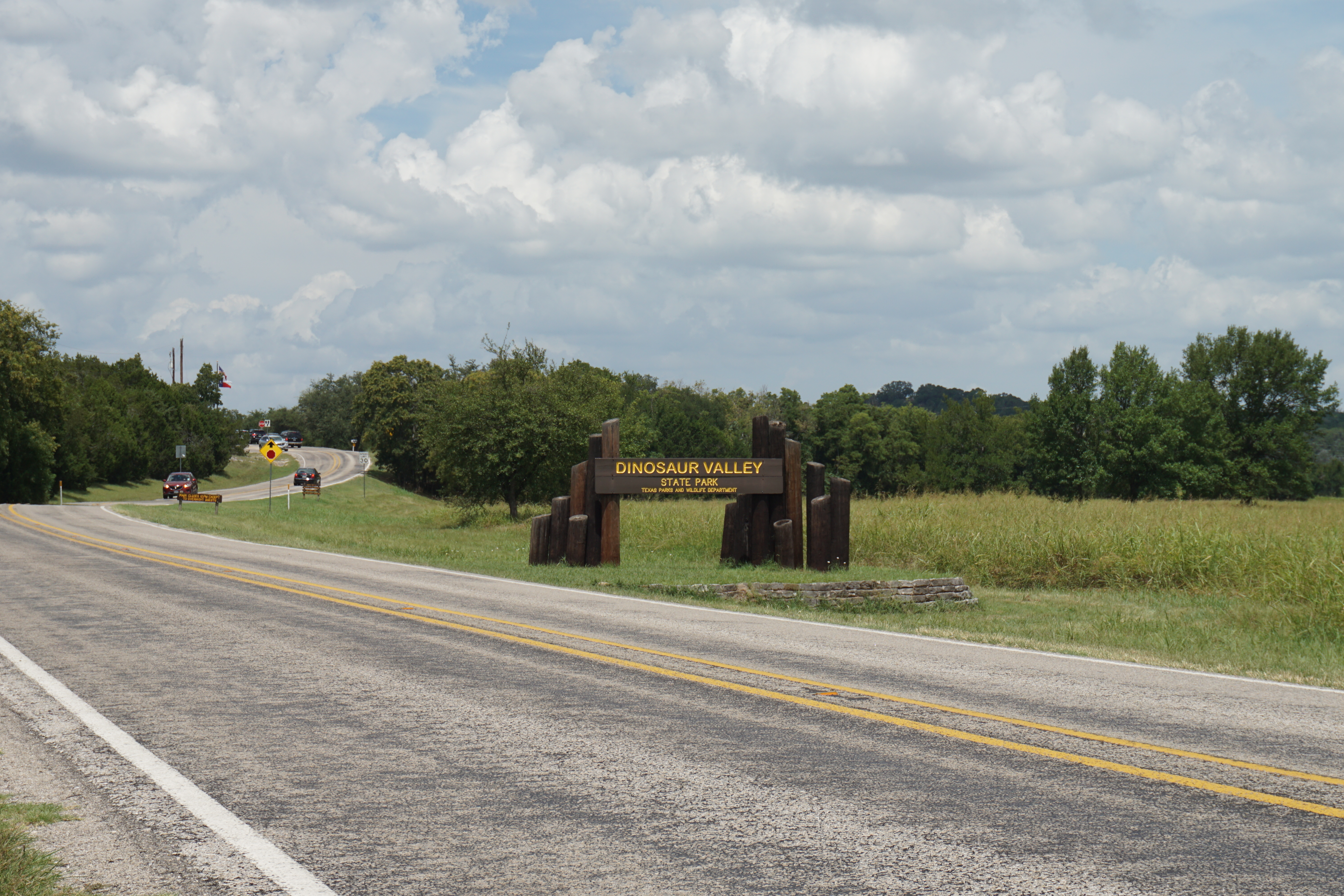
Entrée du parc
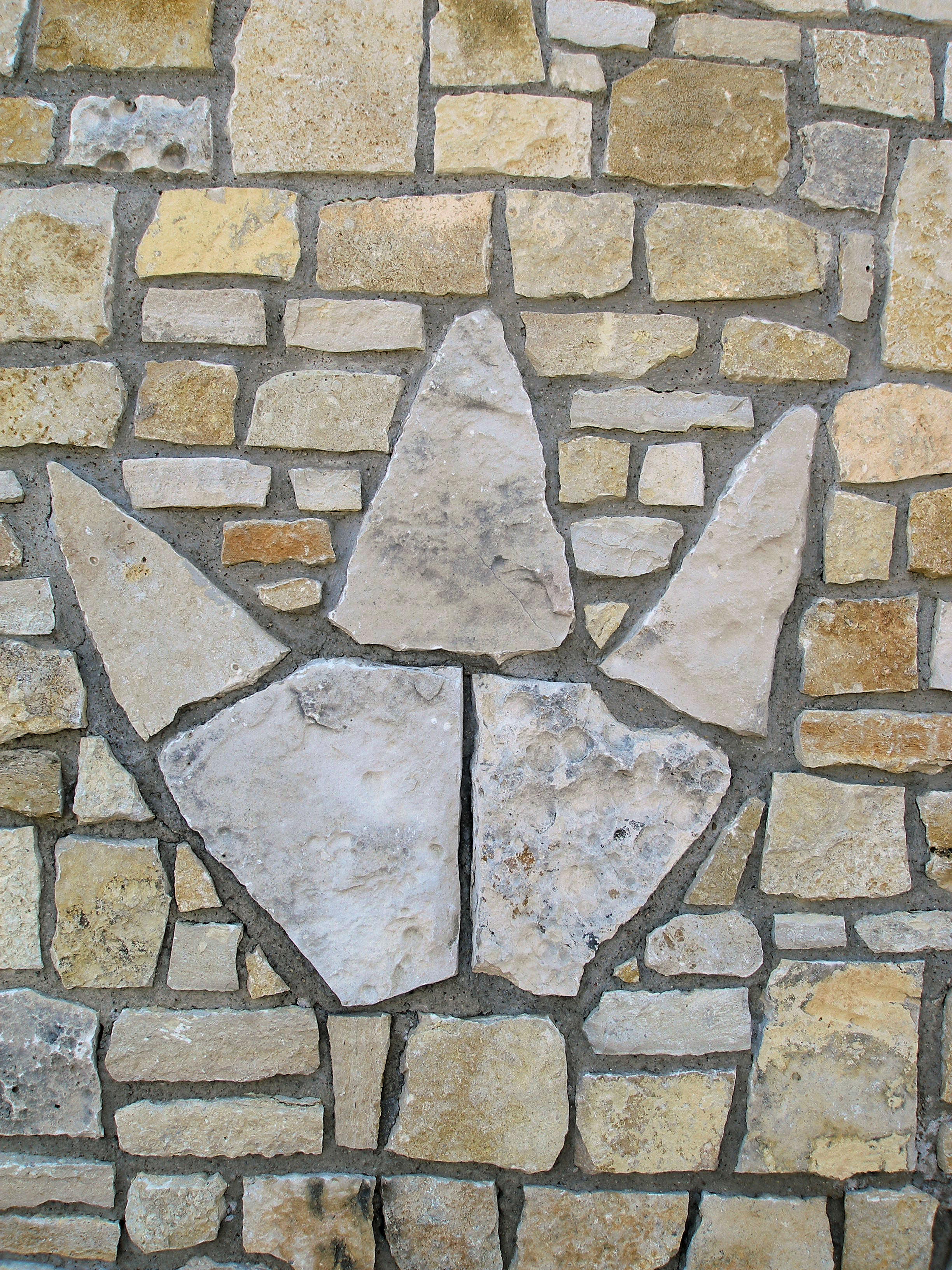
Mosaïque sur le mur du centre d'accueil des visiteurs

Chemins dans le parc
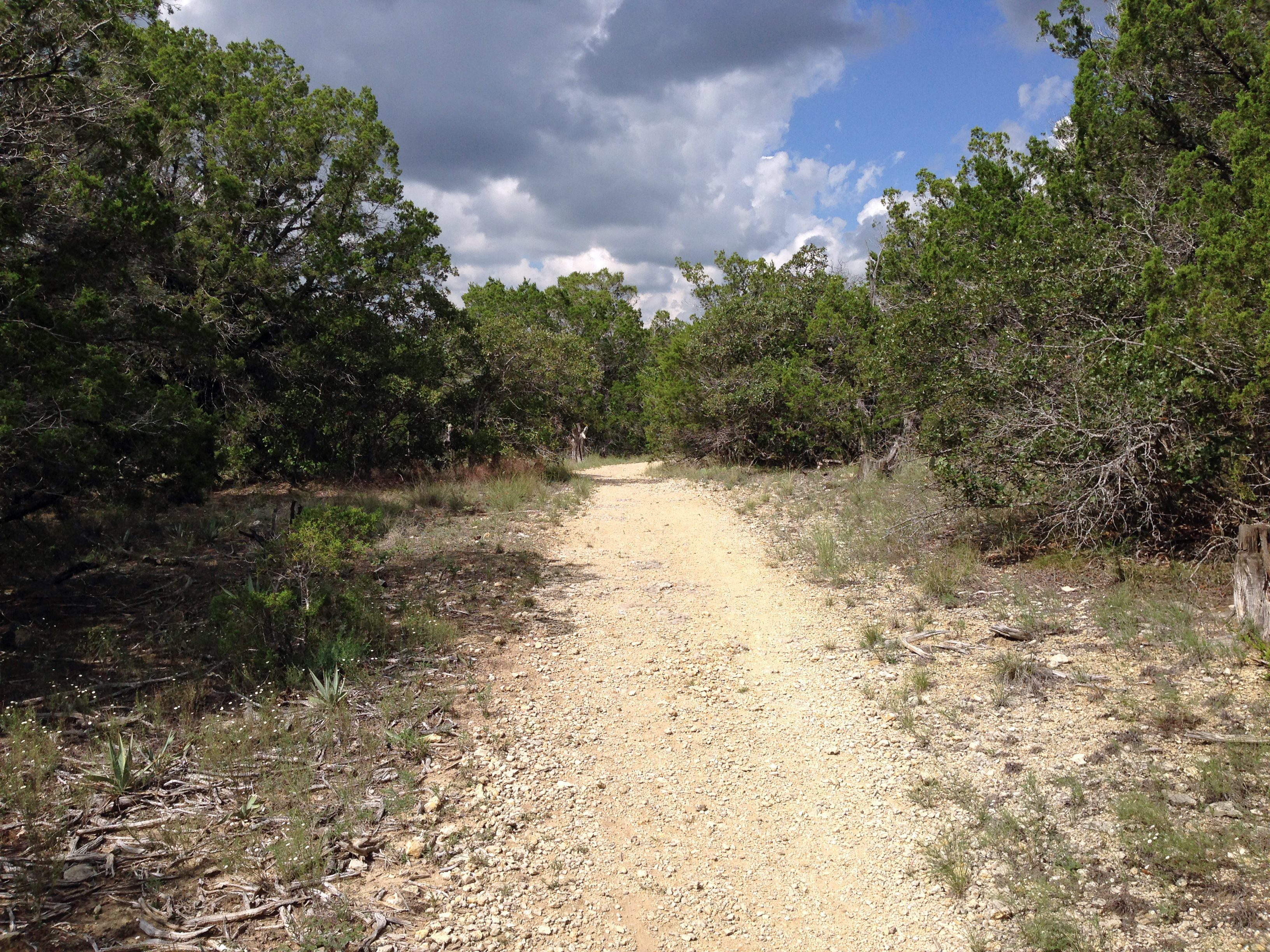
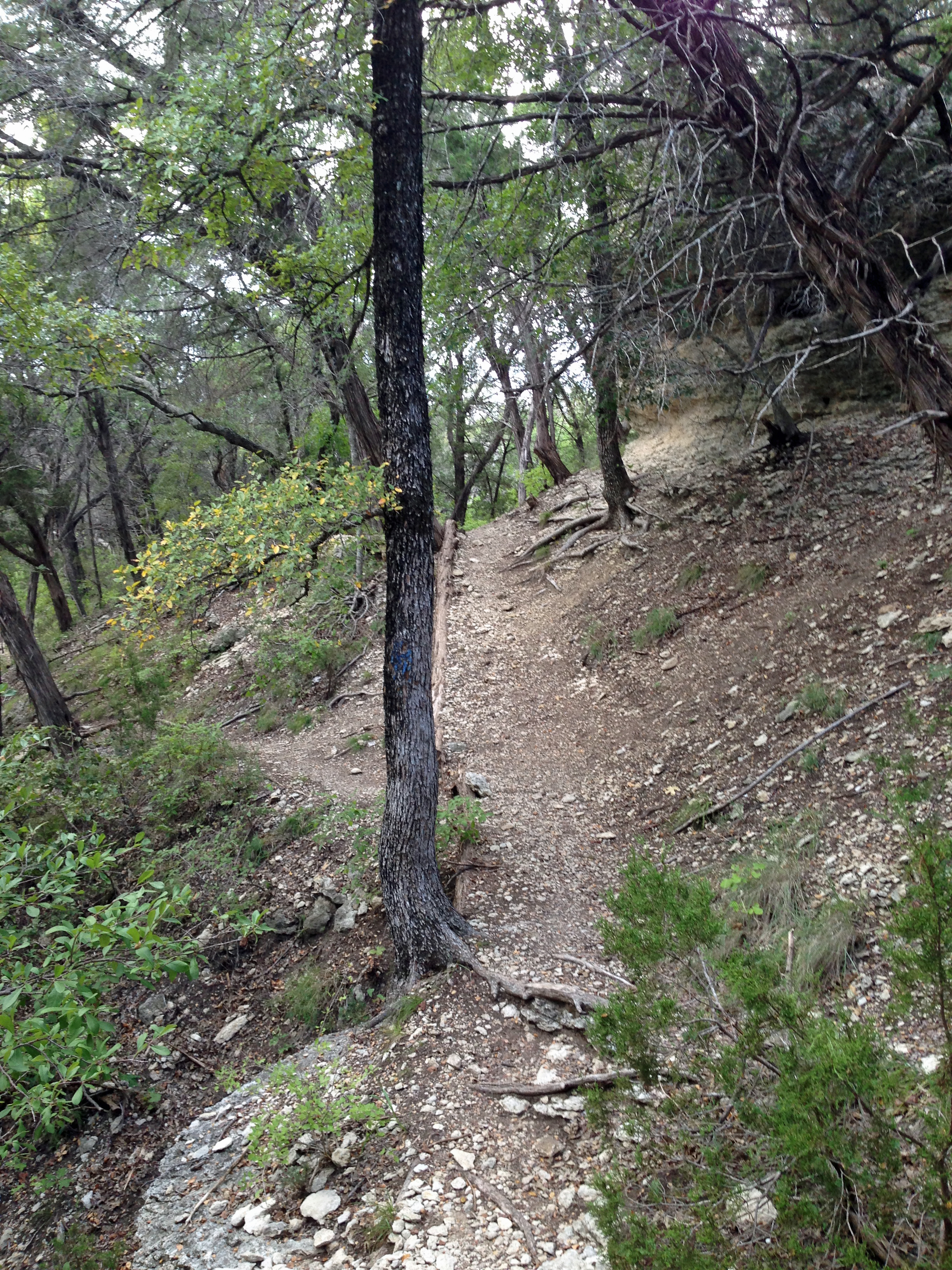

La rivière Paluxy dans le parc
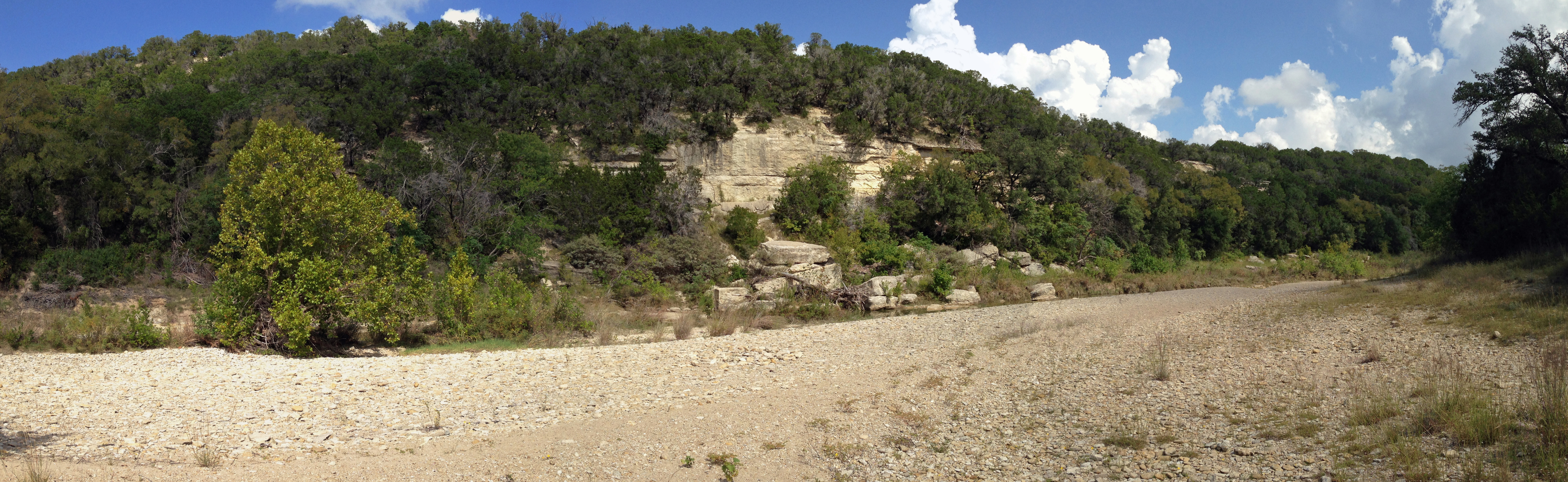
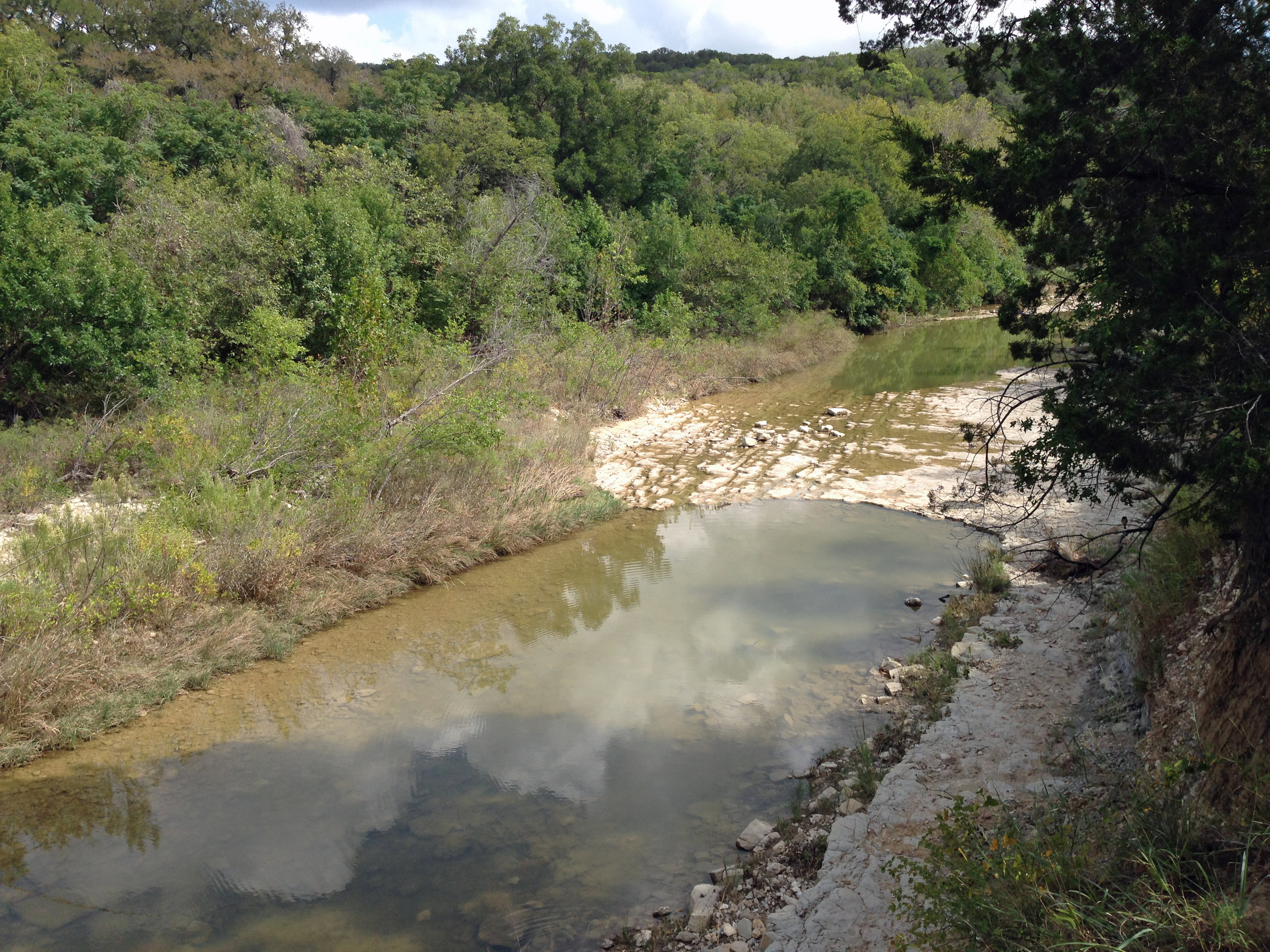

## Histoire du parc
Les terrains qui le composent ont été acquis par l'état en 1968 à des propriétaires privés, et le parc a été ouvert au public en 1972.[réf. souhaitée]
En 1968 le parc a été nommé Site remarquable (National Natural Landmark) en raison de son patrimoine préhistorique unique,.

## Traces de dinosaures
Les traces de dinosaures dans le parc remontent au Crétacé inférieur, alors que l'endroit se trouvait sur la rive Est d'un ancien océan : la voie maritime intérieure de l'Ouest, sur le continent Appalachia.
La première publication sur ces traces remonte à 1917. Roland T. Bird, collecteur de fossiles pour Barnum Brown du Musée américain d'histoire naturelle (AMNH) de New York, est le premier à reconnaître des traces de sauropode, qui sont désignées en 1989 comme l'holotype du Brontopodus birdi,.
Leur découverte a changé la vision des paléontologues sur ces dinosaures. Les traces montrent que les sauropodes se mouvaient plus lentement (environ 4,3 km/h) que les théropodes (environ 8 km/h). Les sauropodes circulaient en troupeaux, avec les adultes placés sur les flancs du groupe et les jeunes au milieu - probablement pour protéger les jeunes contre les attaques de prédateurs,. Roland T. Bird, qui leur a consacré sa vie, a travaillé sur le site à partir de la fin des années 1930. Il est le premier à avoir suggéré qu'une certaine séquence de traces montrait une attaque de théropode sur un sauropode ; cette idée a été longtemps débattue. En 1940, Bird avait démantelé cette séquence et les différents morceaux se trouvèrent dispersés, certains disparus ou détruits depuis ; elle a été reconstituée graphiquement à partir des photos prises par Bird avant le prélèvement.
Certaines traces montrent l'existence d'une membrane (pied palmé) à la base du doigt central (mais jamais pour les traces d'Acrocanthosaurus). D'autres traces suggèrent que ces dinosaures marchaient parfois en utilisant leurs quatre membres.

### Espèces recensées
Quatre espèces ont été recensées d'après leurs traces :
- Acrocanthosaurus (théropode).
- sauropode (Sauroposeidon ? Paluxysaurus ? Pleosocoelus ?).
- ornithopode (espèce non identifiée).
- traces de métatarses d'une espèce non identifiée, peut-être un ornithomimidé (les « dinosaures autruches ») mais solide évidences de ce qu'il ne s'agit pas d'un Acrocanthosaurus[12].

### Principaux sites du parc porteurs de traces
Les sites du parc les plus riches en traces sont répartis en cinq zones,.

#### Zone n° 1
- « Salle de danse » (Ballroom), le plus grand site de traces du parc, ainsi nommé pour ses nombreuses traces dans toutes les directions. On y trouve neuf très grandes traces (~91 cm) de sauropode(s) et dix traces plus petites (~55 cm) de la même espèce montrant que le jeune individu était poursuivi par un théropode. Les traces les plus abondantes sont celle de théropodes (~15 à 45 cm), dont certaines forment une piste mais la plupart apparaissant sans schéma particulier. Certaines traces de théropodes sont allongées, et/ou montrent l'empreinte d'ergots. Nombre d'entre elles montrent des traces de glissement (dans la boue de l'époque).

Toutes ces traces sont souvent recouvertes de sable et de boue (moderne) ; pour les voir au mieux, il est recommandé de les visiter en période de basses eaux à la fin de l'été.
- « Salle de danse annexe » (Ballroom Annex), environ 48 × 6 m, jouxtant la précédente côté nord-ouest. Les traces sauropode de ce site sont fort sujettes à l'érosion : une grande partie d'entre elles, encore visibles en 1985, a déjà disparu. Elle porte aussi d'assez nombreuses traces de théropodes bien préservées[3].
- Trou bleu (« Blue Hole »), environ 3,6 × 2,1 m, avec seulement des traces de théropodes[3].
- Trou bleu du nord (« North Blue Hole »), environ 40 × 3 m. Ce site est souvent submergé sous quelques centimètres d'eau ; une grande partie peut être vue depuis la rive[3].

#### Zone n° 2
Ses huit pistes se situent dans une couche appelée « Couche Principale » (Main Layer). La plupart des empreintes de sauropodes y forment une piste dirigée vers le sud, qui suggèrent un déplacement en troupeau.
- « Corniche principale » (Main Ledge), dans le lit du ruisseau "Oppossum" qui conflue avec la rivière Paluxy. Ce site assez petit montre principalement des traces de théropodes. Il est peu aisé d'accès mais les traces y sont visibles en permanence[3].
- « Site principal » (Main Site), environ 15 × 4,5 m, longue série de traces de sauropode dirigées vers le sud. L'une des traces est si profonde que les empreintes de doigts forment des tunnels. La partie sud du site montre des sillons non identifiées[3].
- « Site principal Sud » (South Main Site), environ 6,7 × 4 m, montre seulement des traces de théropodes[3].
- « Site Bird » (Bird site), environ 61 × 12,2 m, nommé d'après Roland T. Bird qui y a identifié pour la première fois le dinosaure appelé maintenant Sauroposeidon proteles. Il jouxte pratiquement le côté sud du « Site principal ». L’érosion y a effacé de nombreuses traces. Côté sud, il y a trois pistes de sauropodes : deux se dirigeant vers le sud et une qui les croise se dirigeant vers l'ouest[3].
- « Site Ozark » (Ozark Site), en rive Est de la rivière, est généralement sous l'eau. Il jouxte le site Bird dont il faisait originellement partie mais dont il s'est détaché après 1940[3].
- « Site mi-Ozark » (Mid-Ozark Site), environ 61 × 12 m, au sud du précédent, avec plusieurs pistes. Il a perdu 1/3 de ses traces depuis 1969[3].
- « Site Osark Sud » (South Ozark Site), avec cinq pistes ou plus de sauropodes et de nombreuses pistes de théropodes[3].
- « Passage principal » ou « Croisement principal » (Main Crossing), avec seulement quelques empreintes de sauropodes sur du calcaire érodé[3].

#### Zone n° 3
Cette zone fait partie de la « Couche Principale ». Elle est fermée au public.
- (the Overlook), traces de sauropodes très érodées[3],[14].

#### Zone n° 4

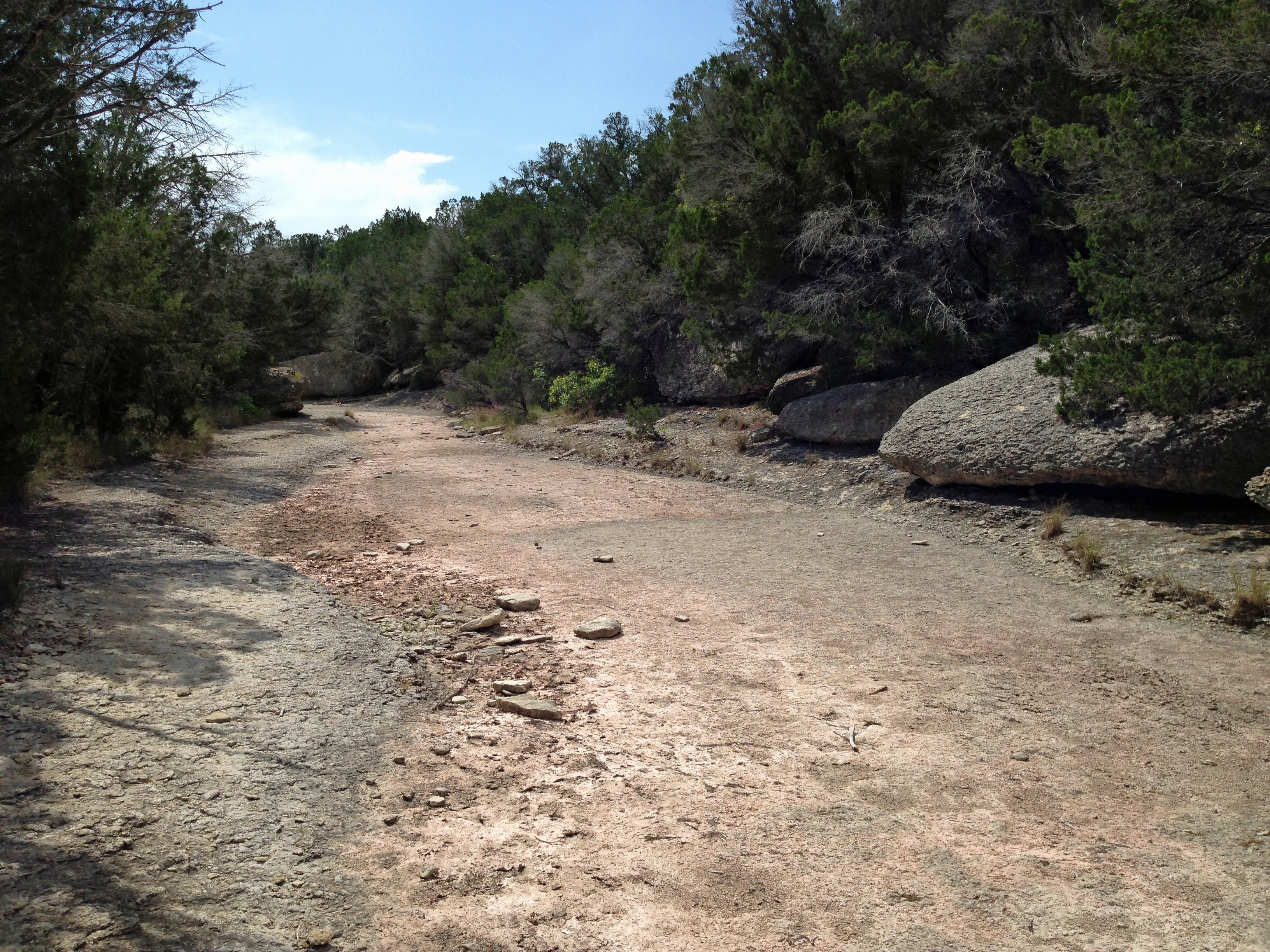
Le « Denio creek »

Zone ayant originellement fait partie de la « Couche Principale ».
- « Site d'Iris » (Iris’s Site), traces de sauropodes[3].
- « Site Denio » (Denio Site), nommé d'après le ruisseau éponyme. Une piste de sauropode extrêmement érodée est accompagnée de pistes et traces de théropodes. L'une de ces pistes est d'environ 18 m de long. Le nord de ce site a perdu depuis 1980 environ 15 m de calcaire porteur de traces[3].
- « Site de l'Île Denio » (Denio Island) : en 1972 ce site était relié au Site Denio ; en 2011 l'érosion a fini par emporter ce site[3].
- « Site B.P. Baker » (Billy Paul Baker Site), à l’extrême sud-est du parc, montre plusieurs pistes et empreintes de théropodes. Baker a longtemps été le conservateur du futur parc[3].

#### Zone n° 5 ou région Taylor
La zone 5 ou région Taylor (Taylor region) s'étend sur 1,17 km à partir de l'endroit où la rivière entre dans le parc, au sud-ouest de ce dernier. Les empreintes, dans une couche de calcaire appelée la couche Taylor (Taylor layer), y sont plus tardives.
- « Site du Méandre » (Bend Site), avec de nombreuses pistes de théropodes aux traces petites et peu profondes près de la "corniche" (ledge) calcaire de la rive Est[3]. D'après Dattilo et al, elle inclut une zone appelée Low T/Riverbend Cliff Area, une autre appelée Low T/Riverbend Cliff Section, et une troisième appelée Riverbend North Area[n 1].
- « Site du Ranger Solitaire » (Lone Ranger Site), la plus longue piste de théropode dans le parc à plus de 106 m de long, montrant un croisement de nombreuses traces de théropodes dans plusieurs directions. Nombre d'entre elles sont remplies (de sédiments ?) et difficiles à voir. Certaines traces sont de type allongé[3].
- « Site Taylor Ouest » (West Taylor Site)[3].
- « Site Taylor Sud » (East Taylor Site)[3].
- « Site McFall » (McFall Ledge Site)[n 2], séparé de la zone Taylor par un espace de 240 m, contient deux lits porteurs de traces[15].
- « Longue Piste » (Long Trail) ou zone Moni (Moni area)[15].

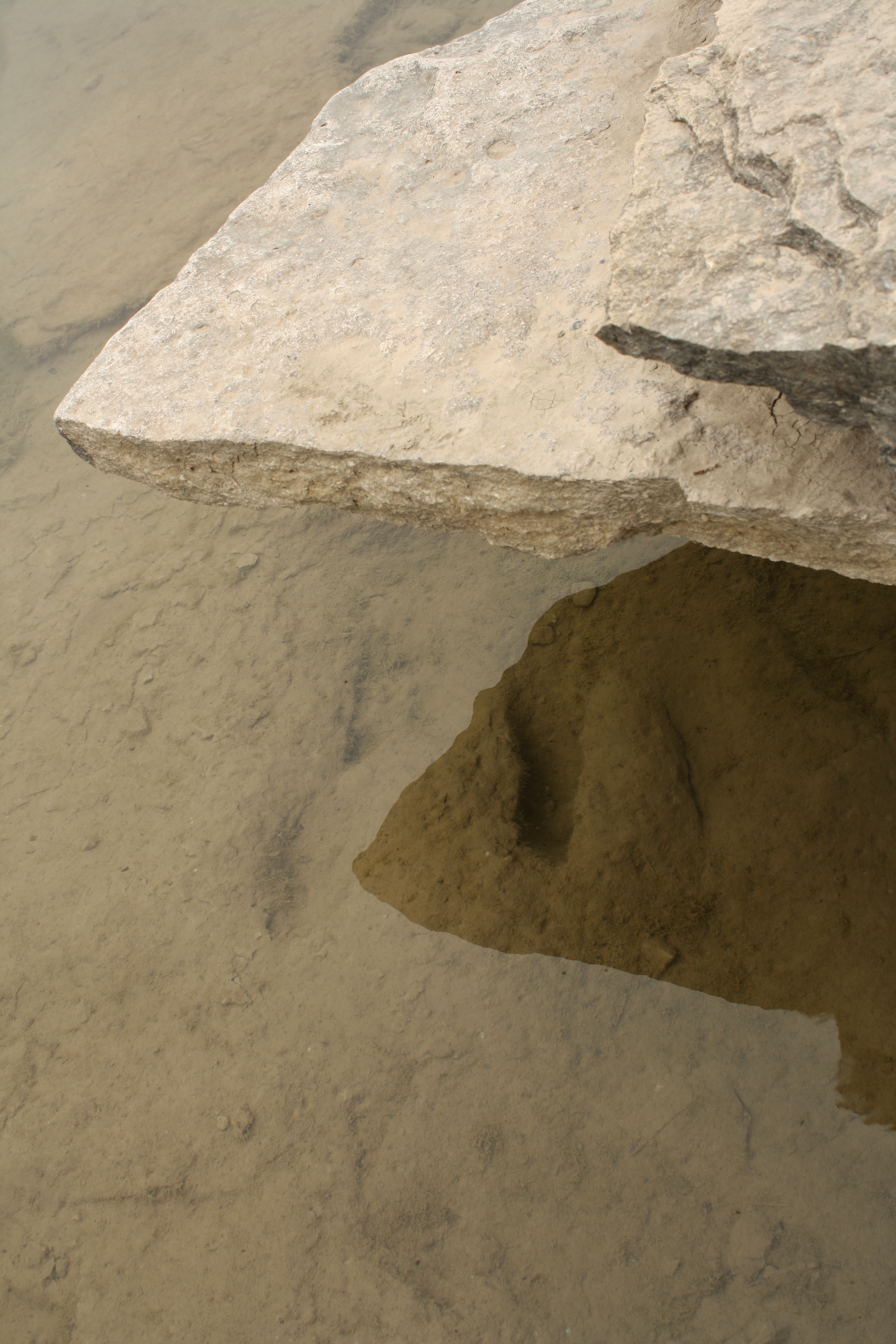
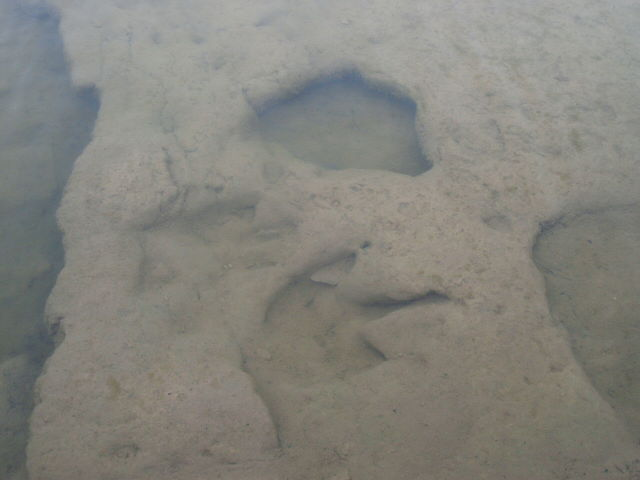
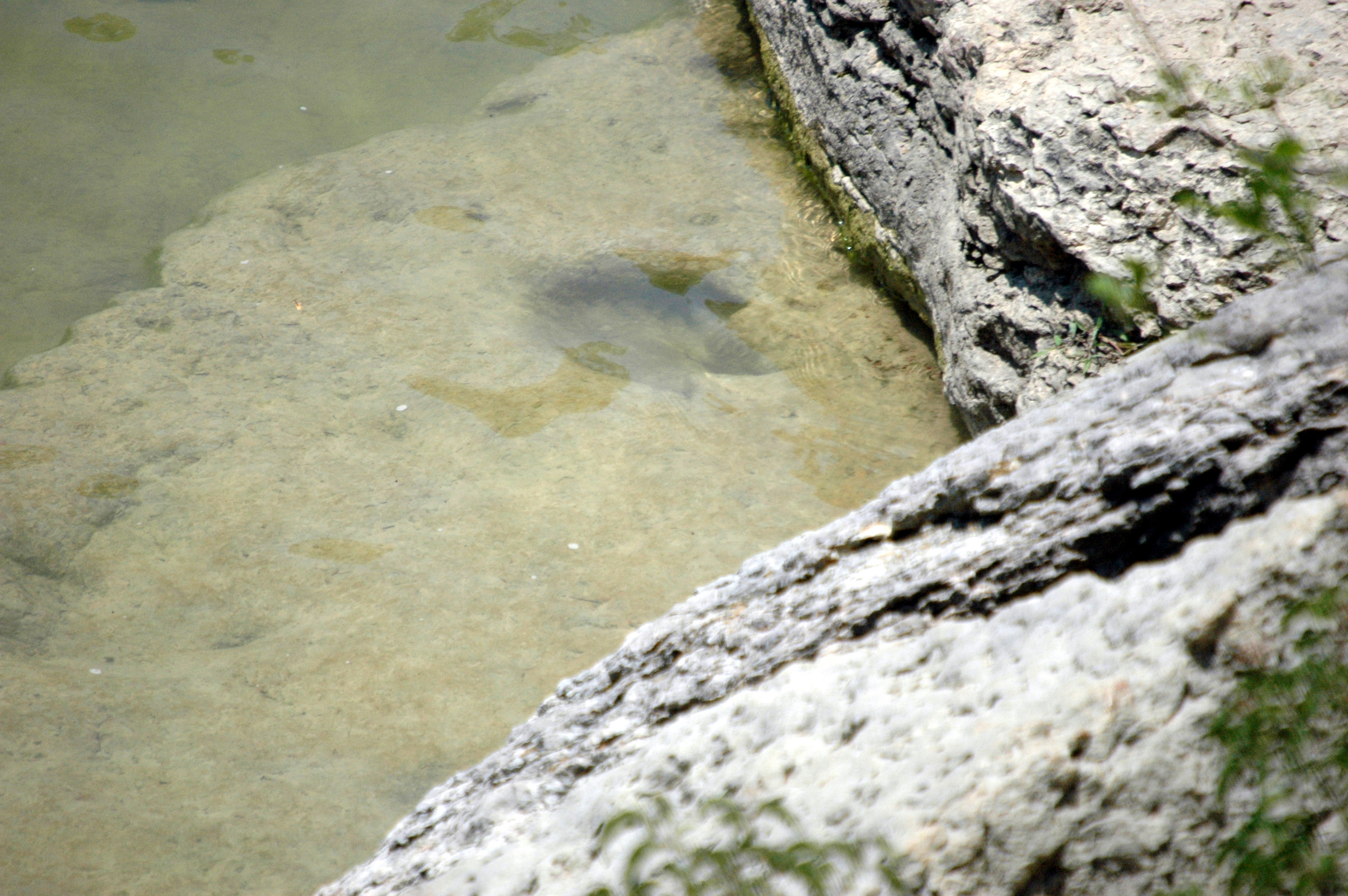

Empreintes fossilisées de dinosaures dans le lit de rivière
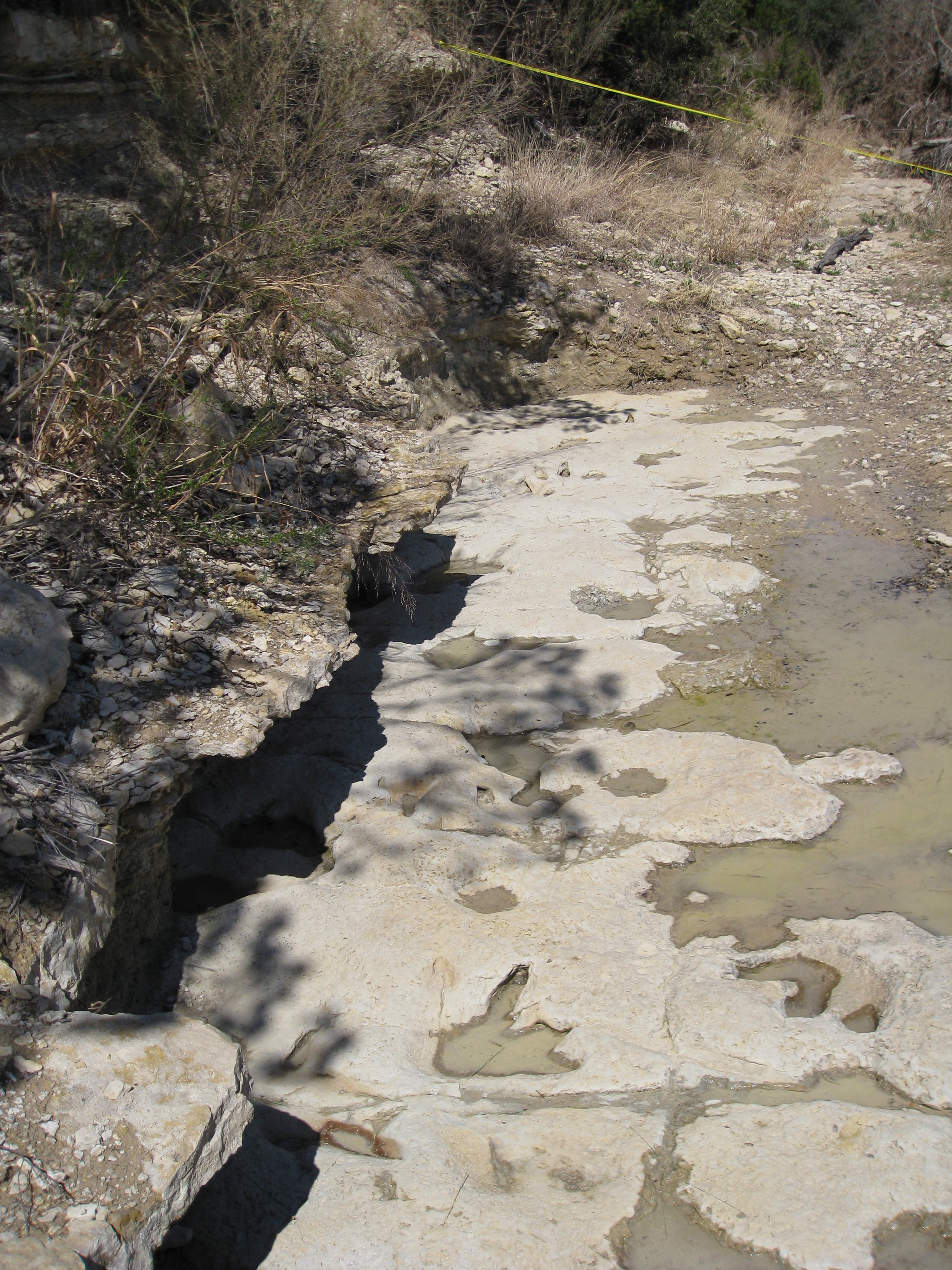
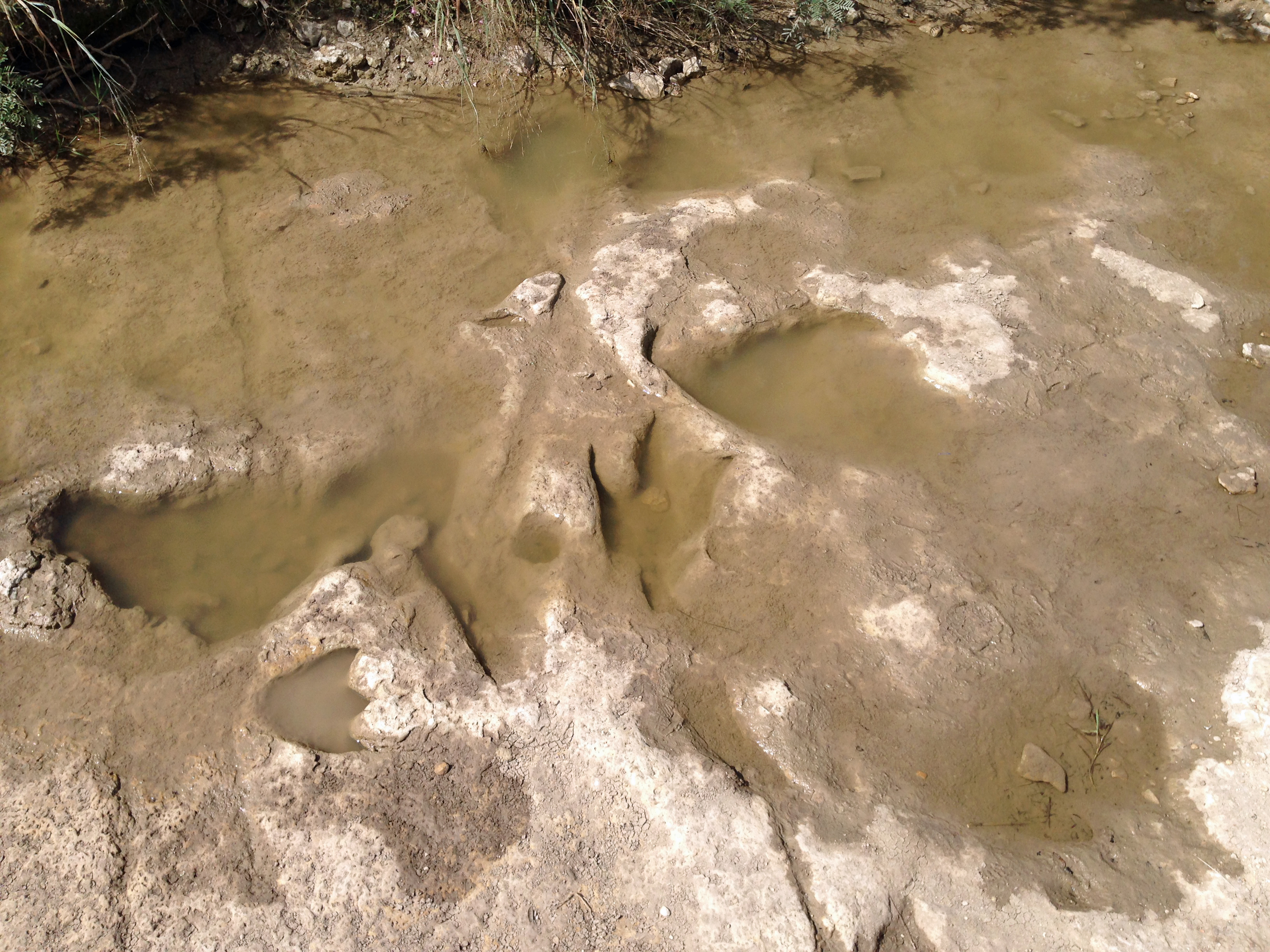
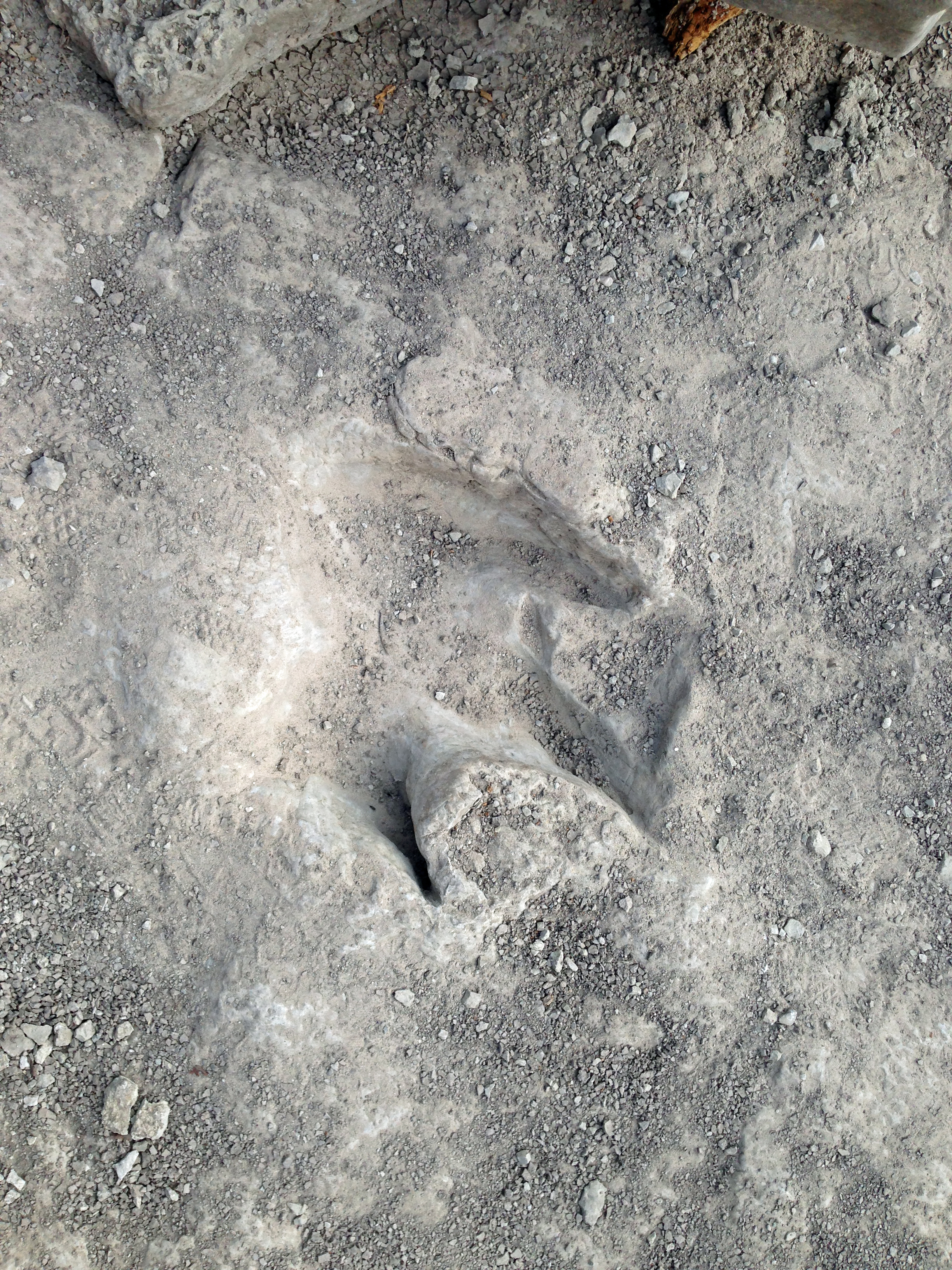
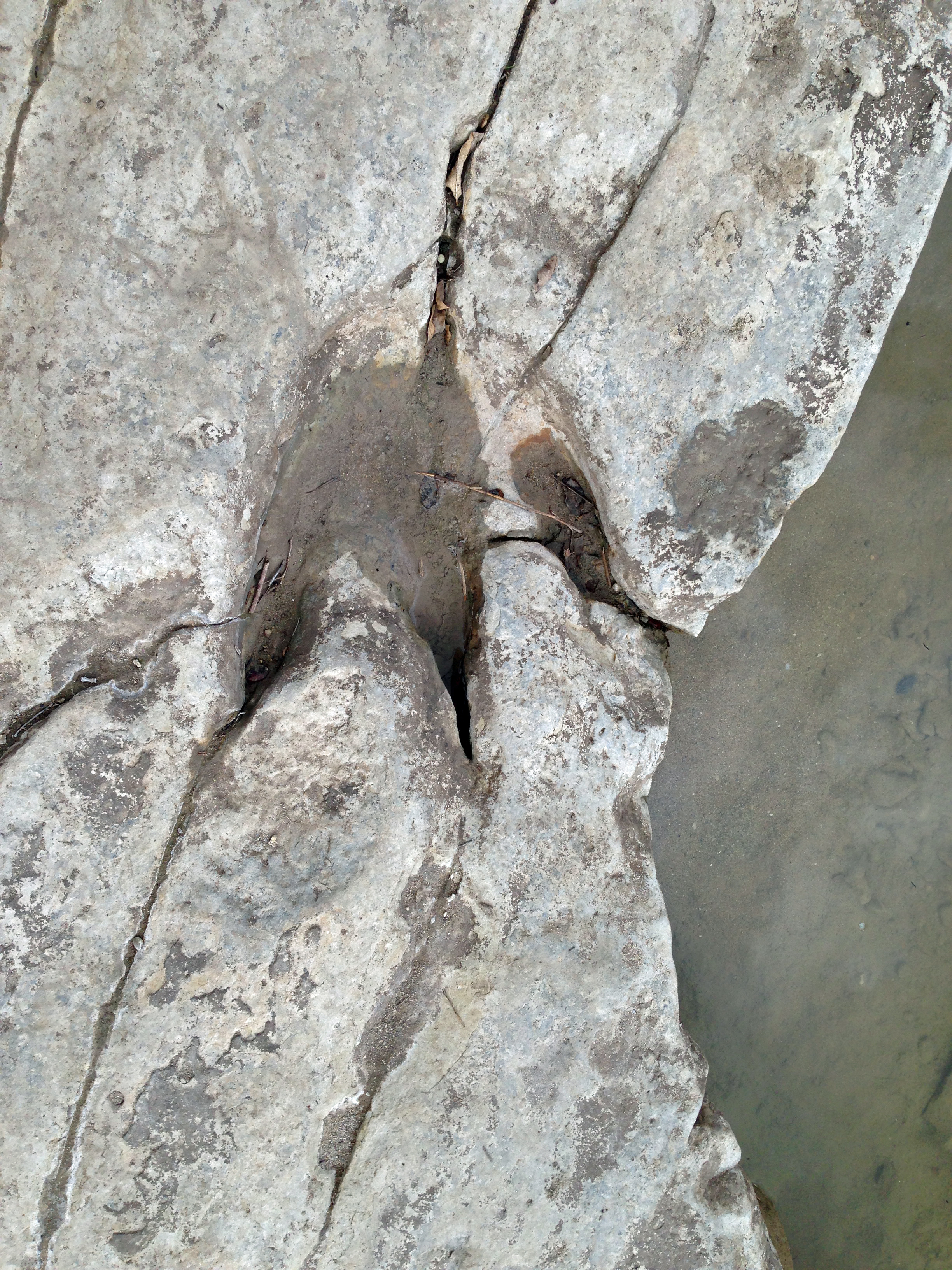

### Les fausses traces de «pas d'humains géants»
Près du parc, des empreintes de prétendus « pas d'humains géants » ont été découverts dans la formation de Glen Rose (en) en 1908, sur le site Taylor. Ces traces ont été revendiquées par des créationnistes « jeune-Terre » comme des preuves contre la théorie de l'évolution, se rattachant aux nombreuses théories sur l'existence historique de géants.
Cette « preuve » n’a pas résisté à un examen scientifique minutieux commencé dès 1980, qui a amené en 1986 son abandon y compris par la majeure partie des créationnistes. Il s'agit en réalité de traces de métatarses de dinosaures dont les empreintes de doigts ont été cachées par divers phénomènes : érosion, boue, remplissage de sédiments ; et dans certains cas des adultérations ou carrément des faux, ces derniers principalement sur des blocs de pierre détachés de leur socle. Zana Douglas, une descendante de la famille Adams qui a découvert bon nombre d'empreintes de l’endroit au début du XXe siècle, confirme que son grand-père avait vendu des blocs de pierre portant des empreintes (réelles) de dinosaures, puis s'étant trouvé à court de pièces authentiques et étant bon sculpteur, en avait gravé et vendu des fausses - dont certaines avec des empreintes de pieds humains à côté d'empreintes de dinosaures. Il en avait montré une dans le village mais quand un membre du Smithsonian institution montra de l'intérêt pour ces gravures, le grand-père enterra la pièce pour la faire oublier. En l’an 2000, la pièce fut trouvée par deux visiteurs et fut vendue à Carl Baugh du musée créationniste fondé en 1984 près du parc. Baugh se contenta d'une scanographie pour « authentifier » la pièce - le scan ne révélant bien sûr que des couches de calcaire. En 2008 David Lines, photographe du musée créationniste, utilisait encore l'argument habituel de cette secte en niant l'évidence scientifique et prétendant que la communauté scientifique opposait un « mur de silence » quant à cette soi-disant « preuve » : « ils n'ont pas d'arguments contre, alors ils espèrent que (la fausse « pièce à conviction ») disparaîtra »,.

## Autres fossiles du site
Liste non exhaustive :
- Diplocraterion (en), un ichnotaxon d'invertébré en forme en "U" dont la partie entre les branches du "U" laisse des fossiles faits d'empilements d'éléments en forme de feuillets[21].
- Serpulidés : elles forment une couche de 15 à 30 cm visible à peu près partout dans le parc. Dans l'est du parc en aval de la section Denio, elles forment de larges monticules et la couche de serpulides y est aussi plus épaisse[22].
- Palourdes :
  - grandes palourdes[23].
  - Corbula[24].
- Différentes espèces d'escargots marins[23] (de petites palourdes).
- Thalassinoides (en)[25].